# The Nineties
The Nineties è una miniserie televisiva statunitense trasmessa da CNN e da Sky Arte che esplora i principali eventi politici e culturali degli anni Novanta.

## Episodi
- Dai Simpson a Twin Peaks
- Tra Friends e i Talk Show
- Bill Clinton
- Los Angeles brucia
- Un nuovo ordine mondiale
- Il terrore in casa
- Internet al potere
- Dai Nirvana alle Spice Girls